# Y(4140)
Y(4140) es una partícula subatómica impredicha observada en el laboratorio de altas energías Fermilab, en Chicago, Estados Unidos, y en el laboratorio KEK de Japón, y que fue anunciada el 17 de marzo de 2009.
Su nombre proviene de su masa de 4140 MeV/c2.
Esta partícula es extremadamente rara, y fue detectada sólo en 20 de un total miles de millones de colisiones.
Ya que decae en los mesones J/ψ y φ se ha sugerido que la partícula podría estar compuesta por los quark encanto y antiencanto.
{\displaystyle {\begin{matrix}Y(4140)&&J/\psi &&\phi \\?&\rightarrow &c{\bar {c}}&+&s{\bar {s}}\\4140MeV&&3096.9MeV&&1019.4MeV\end{matrix}}}